# Durlangen
Durlangen è un comune tedesco di 2 810 abitanti situato nel land del Baden-Württemberg.